# Albi (vydavatelství)

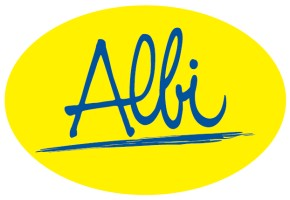
Stará verze loga

Albi, oficiálním názvem ALBI Česká republika a.s., je české vydavatelství deskových her, přáníček, diářů, bytových doplňků a jiných předmětů, zejména dárkových. Společnost byla založena v roce 1993 jako ALBI v.o.s., v roce 2003 se transformovala na ALBI Česká republika a.s. Hlavní sídlo společnosti se nachází v Praze, sídlo slovenské pobočky ALBI s.r.o., založené roku 1996, je v Žilině, polská pobočka ALBI Polska Sp. z o.o., založená roku 2004, má centrálu v Krakově. V červenci 2022 provozovalo Albi 29 značkových prodejen v České republice, na Slovensku pak 16. Obrat za rok 2018 poprvé v historii překročil miliardu korun. Společnost založili Antonín Kokeš a Jaromír Kovařík, od roku 2003 je vlastníkem Antonín Kokeš. Týdeník Euro jej v roce 2019 označil za největšího prodejce her, přání a dárkových předmětů v Česku.

## Historie
Činnost firmy navazuje na aktivitu dvojice vysokoškoláků, kteří se v roce 1990 či 1991 snažili si přivydělat prodejem pohlednic s ladovskými náměty a prvorepublikovými retro pohledy na Staroměstském náměstí. Později navázali spolupráci s americkým Hallmarkem. Sortiment rozšířili o humorná přáníčka a různé dárkové předměty a firma si dala motto „Malý dárek pro velkou radost“. Poté vznikla divize společenských her. V roce 2008 Albi začalo budovat síť svých dárkových prodejen. V roce 2016 si firma změnila logo.
Původními společníky byli Jaromír Kovařík (původně z Uničova) a Antonín Kokeš (původně z Vyškova), a to až do transformace společnosti v roce 2003. Vlastnické podíly v období od roku 2003 do roku 2007 nejsou z obchodního rejstříku zřejmé, akcie byly na jméno, Jaromír Kovařík byl však až do roku 2007 jedním z členů představenstva. Údajně roku 2003 Antonín Kokeš odkoupil podíl Jaromíra Kovaříka, který se osamostatnil pod značkou Mindok. Od roku 2007 je v obchodním rejstříku uveden jediný akcionář Albi, Antonín Kokeš, který je od roku 2014 jediným členem jednočlenné správní rady. Statutárním ředitelem je od roku 2014 Ing. Radomír Švec, který byl již od roku 2003 členem představenstva. O vstupu Albi na burzu ani prodeji části podílu silnému partnerovi majitel v lednu 2019 neuvažoval.
Majitel společnosti Antonín Kokeš od té doby rozjel podnikání i v jiných oborech, například pekařství (Antonínovo pekařství) nebo výroby a prodeje dámského oblečení (pod značkou Kinoko). Říká o sobě, že nemůže dělat věci, ke kterým nemá vztah, a potřebuje vědět, že ho jeho podnikání bude bavit. Z toho důvodu také opustil rozpracovaný projekt v počítačových hrách, když si uvědomil, že počítačové hry nehraje, nemá k nim žádný vztah a vlastně si ani nemá o čem povídat s lidmi, kteří je hrají. Přání, grafické věci, stolní hry i chleba jej od začátku bavily.

## Produkty
Z her je nejprodávanější Bang, Osadníci z Katanu a Carcassonne. Interaktivní mluvící knihy z edice Kouzelné čtení představovaly 20 % obratu, ostatní hry zhruba čtvrtinu obratu, zbylý podíl dárky a přání. Na polském trhu je společnost méně úspěšná. Původní koncept byl založený na licenčním přejímání a prodeji úspěšných her, které vznikaly v Německu, v projektu Kouzelné čtení si však Albi 95 % produktu vyvinulo samo.
Pekárny a kavárny pod značkou Antonínovo pekařství zmiňuje Antonín Kokeš na svém osobním webu jako nový segment společnosti Albi, na webové prezentaci pekařství však není oficiálně název firmy uveden a projekt je prezentován pouze pod marketingovou značkou.

## Výroba, sídlo, prodejny
Pro výrobu má společnost Albi jen malou dílnu pro náročnější procesy, například zlatý tisk, vícevrstvý tisk a podobně, ale žádné velké tiskařské stroje nevlastní a většinu výrobků si nechává dělat u externích dodavatelů v Německu, ve Finsku, v Americe nebo v Číně, tisk Kouzelného čtení přesunula kvůli logistice i ceně z Číny na Slovensko.
Firma nejprve sídlila postupně ve dvou domech na Žižkově (do roku 1997 U Rajské zahrady 954/2, pak do roku 2006 Husinecká 548/7), od 1. ledna 2007 má společnost zapsané sídlo v Paláci Karlín, zde však nemá žádnou prodejnu.
V České republice jsou značkové prodejny situovány zpravidla ve větších obchodních centrech v krajských městech (s výjimkou Karlovarského kraje, kde dosud žádná prodejna není), v některých městech je prodejen i více (v Praze, Ostravě, Brně, Plzni nebo Českých Budějovicích) a prodejny jsou i v několika okresních městech (např. Kladno, Mladá Boleslav, Most, Teplice, Děčín).
Distribuční centrum a sklad společnosti jsou ve Lhotě za Červeným Kostelcem, části města Červený Kostelec v okrese Náchod, a na této adrese zmiňuje též „továrnu“. V Červeném Kostelci v Žižkově ulici (průmyslový objekt má též adresu Manželů Burdychových 780) má společnost další prodejnu, kterou však vůbec neuvádí v mapě svých prodejen, ale pouze v seznamu kontaktů na svém webu – prodej je zde pouze dva dny v týdnu po omezenou dobu odpoledne. To je jediná z prodejen Albi, která není součástí velkého obchodního centra ani se nenachází ve velkém městě.